# Katzenkopf (Benediktenwand)
Der Katzenkopf ist eine 1350 m ü. NHN hohe Bergkuppe in der Benediktenwandgruppe. Der Berg befindet sich in der oberbayerischen Gemeinde Lenggries (Landkreis Bad Tölz-Wolfratshausen).
Der Katzenkopf bildet eine teilbewaldete Kuppe an den Südhängen des Schrödelsteins bei der Bayernhütte auf der Südostseite der Benediktenwandgruppe. Von dort kann der Katzenkopf einfach über eine Almwiese erreicht werden.